# Alon Liel

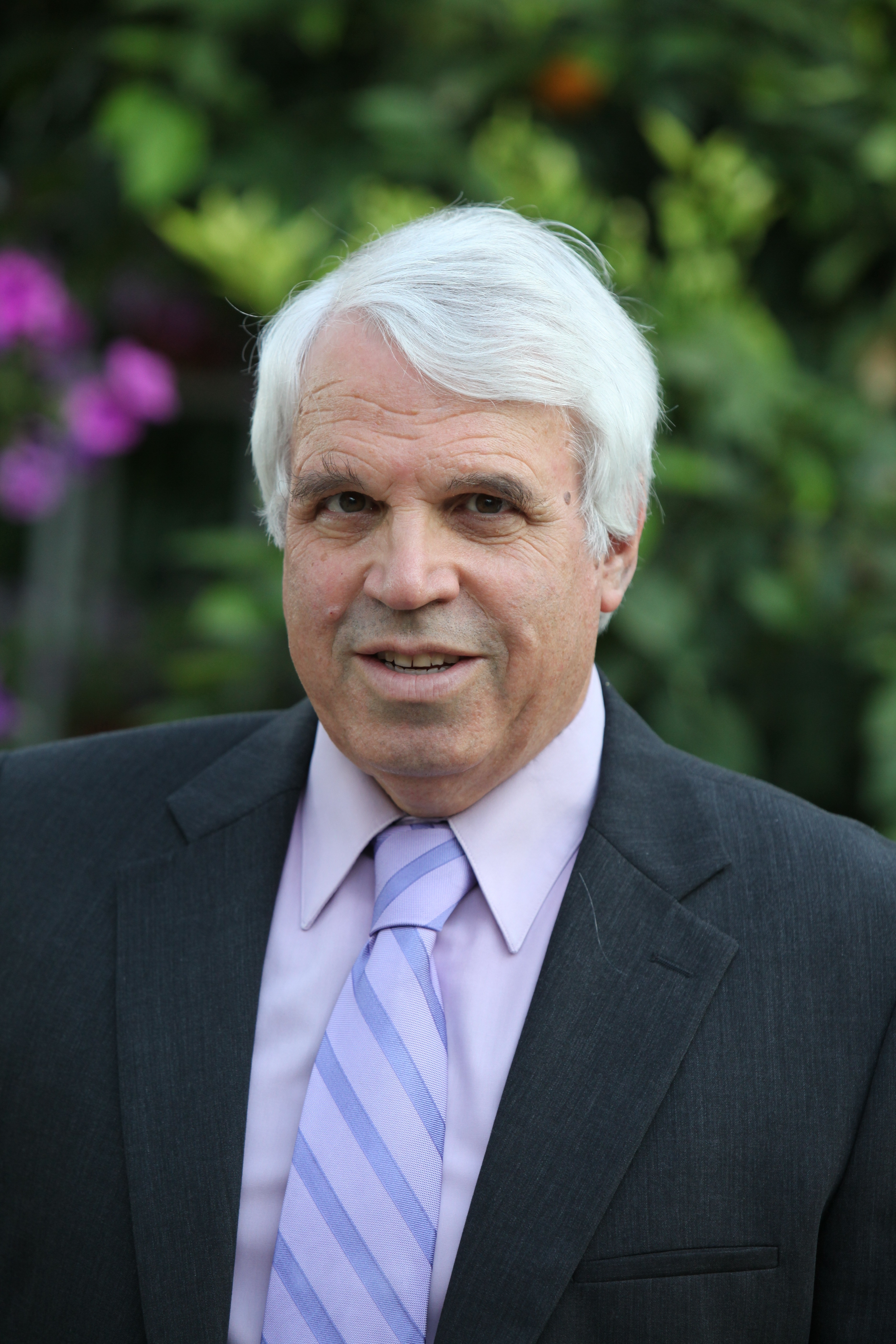
Alon Liel 2010

Alon Liel (hebräisch אלון ליאל, * 31. Oktober 1948 in Tel Aviv) ist ein ehemaliger israelischer Diplomat.

## Leben
Alon Liel ist verheiratet und hat drei Kinder. Er trat 1971 in den auswärtigen Dienst. Von 1973 bis 1977 wurde er Bachelor of Business Administration und der Internationalen Beziehungen an der Hebräischen Universität Jerusalem, wo er von 1984 bis 1986 mit The Dependence on Imported Energy and its Impact on Turkey's Foreign Policy zum Doktor der Wirtschaftswissenschaft promoviert wurde und von 1997 bis 2000 Dozent am Lehrstuhl für internationale Beziehungen war.
Von 1979 bis 1981 war er Vizekonsul in Chicago mit Amtsbereich Mittlerer Westen. Von 1981 bis 1983 war er Geschäftsträger in Ankara. Von 1986 bis 1989 war er Assistent des Generaldirektors des Misrad HaHutz (israelisches Außenministerium). Von 1988 bis 1989 war er Sprecher des israelischen Außenministeriums. Von 1990 bis 1992 war er Generalkonsul in Atlanta mit Amtsbereich Southeastern United States.
Von 1992 bis 1994 war Alon Liel Botschafter in Pretoria und konsekutiv bei den Regierungen in Maputo, Mosambik und Harare Simbabwe akkreditiert.
Am 9. Mai 1994 gehörte Liel neben Jassir Arafat zu den Gästen einer Rede von Nelson Mandela anlässlich seiner Wahl zum Präsidenten. Joe Modise rief zu einem Ende der speziellen Beziehung mit Israel auf.
Von 1994 bis 1996 war er Generaldirektor des Misrad ha-Kalkalah we ha-Tichnun (Wirtschafts- und Planungsministerium). Von 1997 bis 1999 war er Berater von Ehud Barak. Von November 2000 bis April 2001 war er Generaldirektor des israelischen Außenministeriums. Liel war Mitglied der israelischen Delegation beim UN-Hauptquartier.
Vom 21. bis 27. Januar 2001 war er Mitglied der israelischen Delegation bei Verhandlungen mit Vertretern der Regierung von Husni Mubarak in Taba.

## Werke (Auswahl)
- 2001: Turkey in the Middle East. Oil, Islam, and Politics.
- Alon Liel: 1949-2010, Turkish-Israeli relations = יחסי ישראל-תורכיה = Türkiye-İsrail ilişkileri. Hrsg.: Istanbul Kültür University. Global Political Trends Center. Istanbul 2010, ISBN 978-6-05423343-4 (englisch, türkisch, hebräisch).